# 萬大發電廠松林分廠
萬大發電廠松林分廠為一座位在臺灣南投縣仁愛鄉的水力發電廠，其廠區因位於該鄉松林部落旁而得名，目前由台灣電力公司萬大發電廠進行管理與營運。

## 沿革

### 計畫
萬大發電廠松林分廠是台灣電力公司所執行的「萬大電廠擴充暨松林分廠水力發電計畫」簡稱萬松計畫中新建的一座小型水力發電廠計畫，其中，松林分廠計畫是在萬大發電廠4號機組發電後的尾水排入萬大溪中，再於尾水出水口旁興建攔河堰一座，稱為松林攔河堰，將水導引至位在松林的水力發電廠，該發電廠為半地下式，總占地面積約8公頃。發電尾水再經由武界引水隧道排至日月潭中。
該計畫於2003年1月28日由行政院同意核定計畫。2004年，萬松計畫環境影響評估啟動，在此期間，擔任萬松計畫環評審查委員的臺灣大學植物科研究所的名譽教授黃增泉在松林分廠的預定興建地發現了臺灣原生種大豆的棲息地。台電公司在得知該消息後，便隨即在發電廠預定開發區域內尋找適合臺灣原生大豆的生長地，爾後發現位在松部落松林橋頭旁、興建計畫中的棄碴場B預定地入口處及萬豐村道路邊3處為臺灣大豆極有可能生長的棲息點，因此，台電公司開始擬定臺灣原生種大豆的復育計畫，也因此至今在萬大發電廠周圍還能看到大豆生長的情形。2004年2月3日，環保署正式發文公告萬松計畫環評以“有條件”通過。

### 施工
台電公司在環評通過後，成立萬松施工處來辦理萬松發電計畫，松林分廠之興建工程於2007年7月正式動工，然而期間曾遭遇辛樂克颱風使得施工工區受到大水重創，並且工區唯一的聯外道路易被沖毀以及風災後脆弱的地質問題皆影響施工進展，最大的工程落後時程更長達7個月之久。致使台電數度延長施工期限以及追加興建經費。
2011年5月5日，萬松施工處貫通自松林攔河堰至松林分廠長達4.7公里的發電頭水隧道。

### 完工
2012年6月，包含松林分廠在內的萬松計畫正式完工，總工程共費時約10年，並展開試營運發電，與台電主系統完成併聯，同年11月5日，松林分廠完成廠區各項目之驗收待電業執照發布即可完全投入營運。
2013年9月13日，松林分廠舉行竣工典禮，含萬大發電廠4號機在內的萬松計畫總經費新臺幣83億元。

## 設施
松林分廠之發電用水首先經由萬大發電廠4號機尾水排放至萬大溪後由松林攔河堰擷取，再經過長4.7公里的頭水隧道來到前池，進入長145公尺的壓力鋼管帶動水輪機，發電後，尾水直接排入濁水溪中，供下游武界壩蓄積。

### 機組
| 名稱   | 發電機型號                     | 水輪機型號                                      | 機組數量 | 發電方式 | 有效落差（公尺） | 單一機組用水量（CMS） | 容量（MW） | 取用水源            | 商轉日期   | 狀態   |
| ------ | ------------------------------ | ----------------------------------------------- | -------- | -------- | ---------------- | --------------------- | ---------- | ------------------- | ---------- | ------ |
| 一號機 | 西班牙indar 製交流式同步發電機 | 斯洛維尼亞 Turboinštitut 製豎軸法蘭西斯式水輪機 | 1        | 川流式   | 45.94公尺        | 46.0 CMS              | 18.2MW     | 萬大發電廠4號機尾水 | 2012年12月 | 商轉中 |
| 二號機 | 西班牙indar 製交流式同步發電機 | 斯洛維尼亞 Turboinštitut 製豎軸法蘭西斯式水輪機 | 1        | 川流式   | 45.45公尺        | 7.0 CMS               | 2.7MW      | 萬大發電廠4號機尾水 | 2012年12月 | 商轉中 |

## 圖集

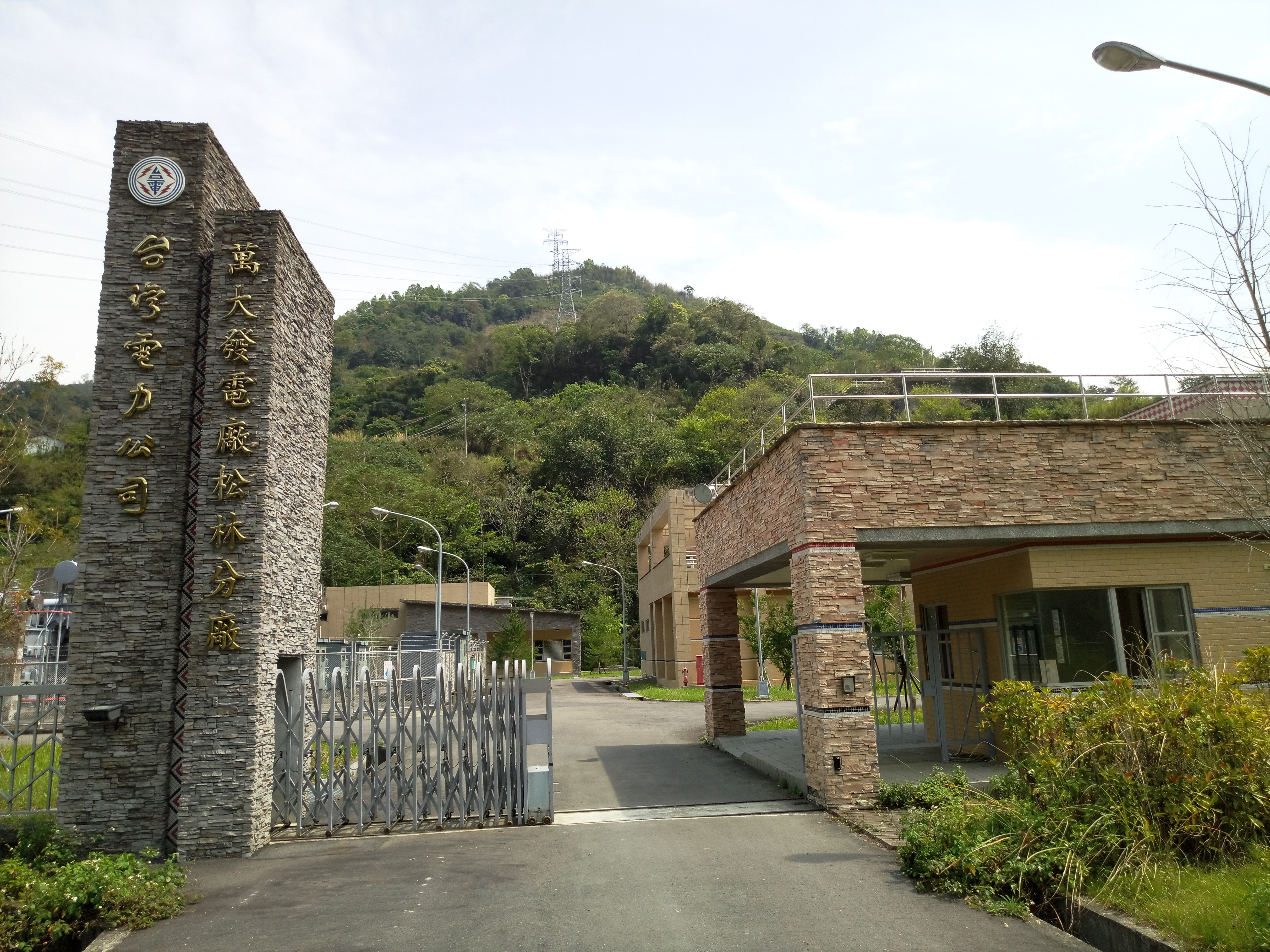
萬大發電廠松林分廠大門
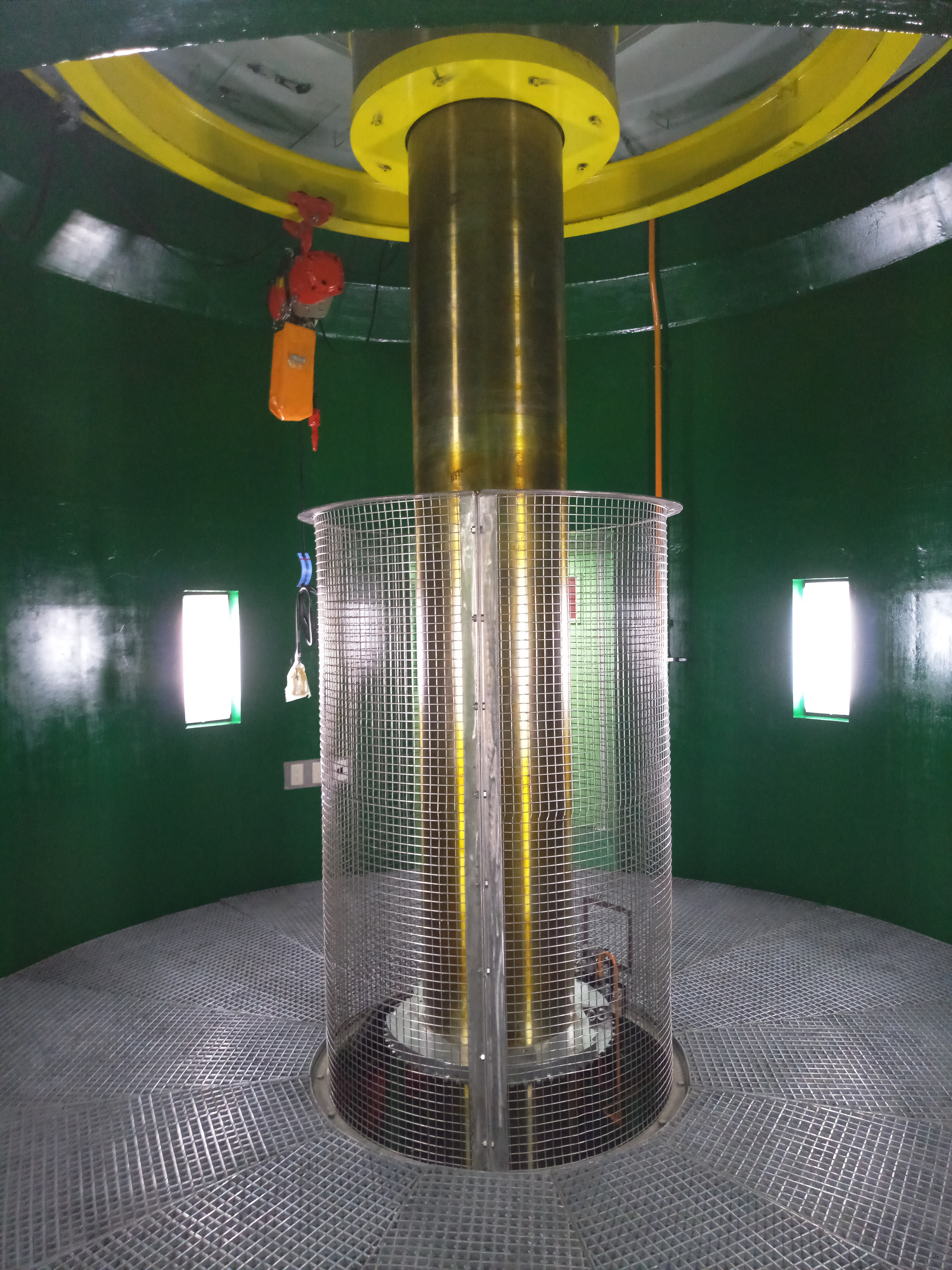
萬大發電廠松林分廠一號水輪機水車大軸
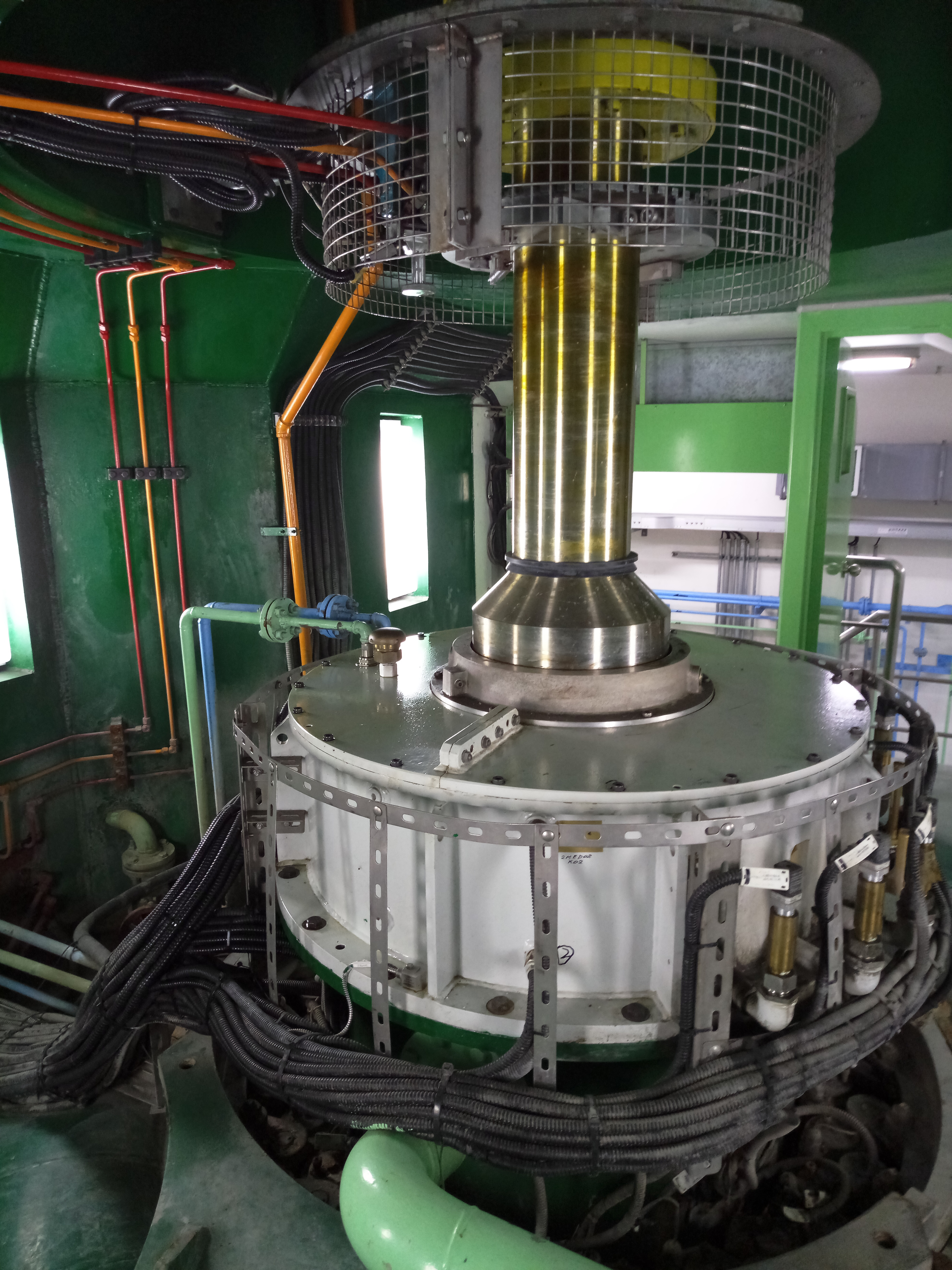
萬大發電廠松林分廠二號水輪機水車軸
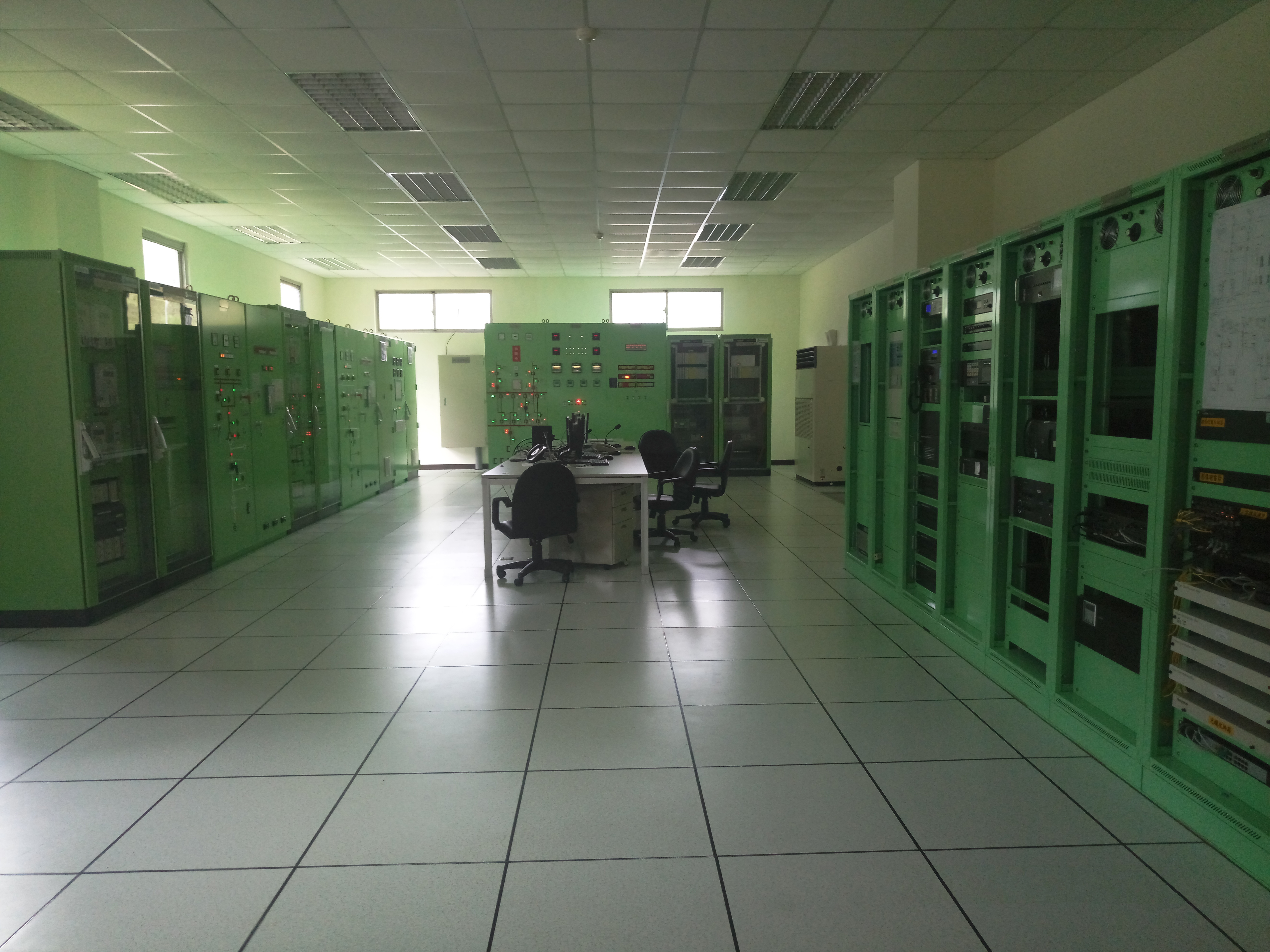
萬大發電廠松林分廠控制室，平時無人駐廠
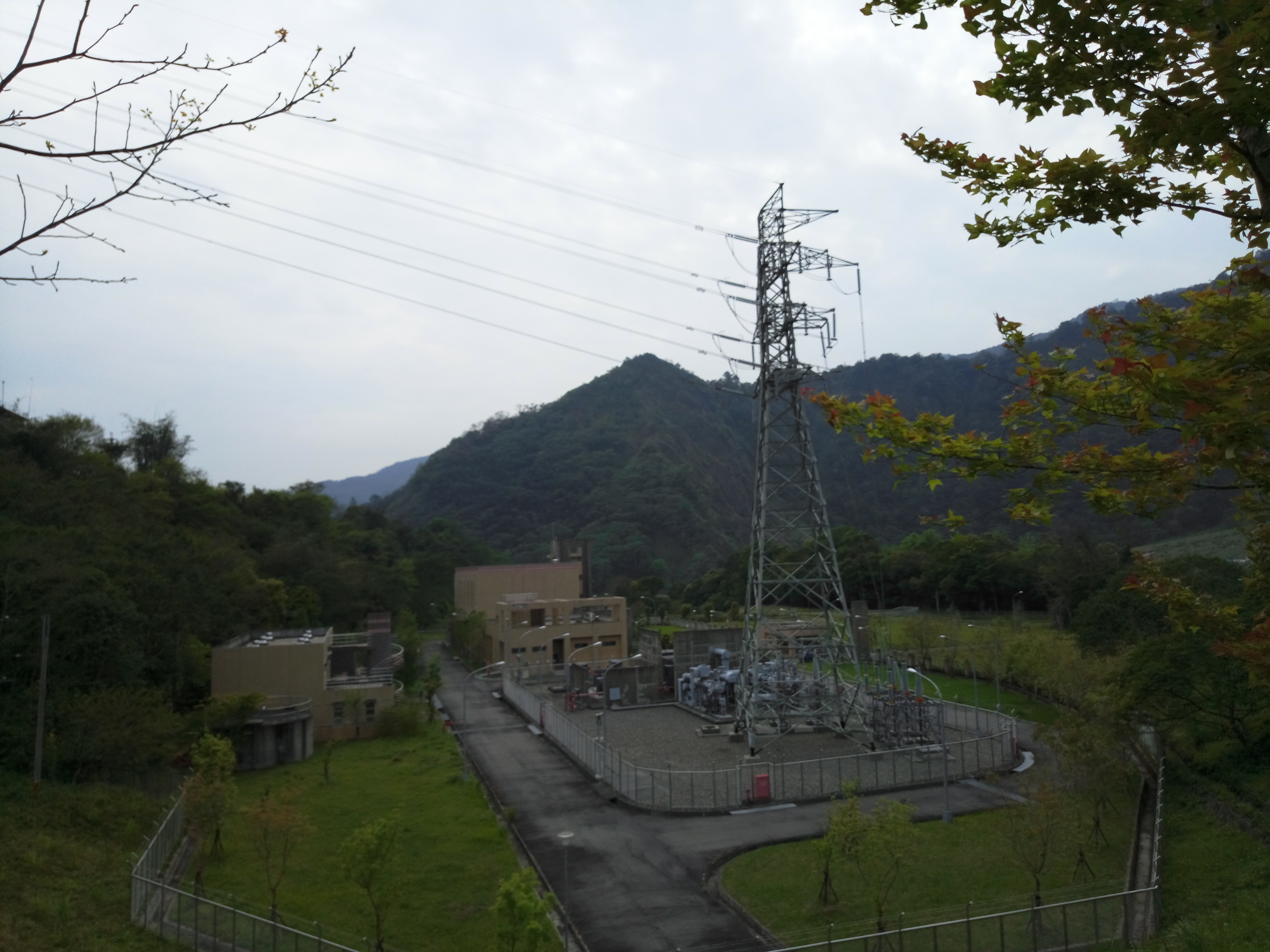
萬大發電廠松林分廠廠區全覽圖，前方即為開關場

## 資料來源
1. ↑  . 士林電機.   [2016-01-26]. （原始内容存档于2016-06-24） （中文（臺灣））.
2. 1 2 3  . 中區水資源局.   [2016-01-26]. （原始内容存档于2015年5月29日） （中文（臺灣））.
3. ↑  李擷瓔. . 大紀元. 2013-09-16  [2016-01-26] （中文（臺灣））.
4. 1 2 3 4 5  . 水利署.   [2016-01-26]. （原始内容存档于2017-03-05） （中文（臺灣））.
5. 1 2 3  李少儀. . 經濟部. 2012-12-07  [2016-01-26] （中文（臺灣））.[]
6. ↑  . 南投縣政府. 2007-03-19  [2016-01-26]. （原始内容存档于2019-06-10） （中文（臺灣））.
7. 1 2 3 4   (PDF). 台灣電力公司. 2009-10  [2016-01-26] （中文（臺灣））.[]
8. ↑  源雜誌編輯部.  (PDF). 源雜誌. 2014-01  [2016-01-26] （中文（臺灣））.[永久]
9. ↑   (PDF). 行政院環境保護署. 2004-02-03  [2016-01-26]. （原始内容 (PDF)存档于2017-03-05） （中文（臺灣））.
10. ↑  佟振國. . 自由時報. 2011-05-05  [2016-01-26]. （原始内容存档于2019-06-08） （中文（臺灣））.
11. 1 2  陳里維. . 大埔里報. 2013-09-14  [2016-01-26] （中文（臺灣））.
12. ↑  劉小玲. . Yahoo新聞. 2013-09-14  [2016-01-26]. （原始内容存档于2019-06-11） （中文（臺灣））.
13. ↑  廖肇祥. . 自由時報. 2013-09-14  [2016-01-26]. （原始内容存档于2017-03-05） （中文（臺灣））.

## 外部連結
- （繁體中文）南投新聞 萬大電廠松林分廠啟用 （页面存档备份，存于）